# Bambusina
Bambusina ist eine im Süßwasser vorkommende Gattung aus der Grünalgen-Gruppe der Zieralgen (Desmidiales). Sie besteht aus wenigen Arten. In Mitteleuropa kommt nur die Art Bambusina brebissonii vor.

## Merkmale
Die Vertreter bilden unverzweigte Fäden von einer Zellreihe. Die Zellen sind kurz zylindrisch und in der Mitte zu einem Ring erweitert. Ihr Isthmus ist seicht eingeschnitten. Die Zelle besteht aus zwei symmetrischen, trapezförmigen Hälften, der Zellkern steht zentral, in jeder Zellhälfte befindet sich ein achsenständiger Chloroplast mit Pyrenoid und Längsleisten. An der Oberfläche des zentralen Rings sitzen in Reihen stehende Warzenstrukturen. Das Wachstum erfolgt durch Zellteilung innerhalb des Fadens. Dabei bleibt eine Zellwandhälfte erhalten, die zweite wird neu gebildet. 
Die ungeschlechtliche Fortpflanzung erfolgt durch Fadenwachstum. Die Fäden zerfallen leicht. Die geschlechtliche Fortpflanzung erfolgt durch die für die Schmuckalgen charakteristische Konjugation. Die Zygoten sind oval, ihre Wand ist glatt.

## Vorkommen
Die Vertreter der Gattung kommen in Moortümpeln, in Schlenken und Gräben von Sphagnum-Mooren teilweise recht häufig vor.

## Belege
- Karl-Heinz Linne von Berg, Michael Melkonian u. a.: Der Kosmos-Algenführer. Die wichtigsten Süßwasseralgen im Mikroskop. Kosmos, Stuttgart 2004, ISBN 3-440-09719-6, S. 272.